# Re-action
Re-action is een rechtstreeks afterschoolprogramma van TMF dat tussen 16.30 en 17.30 uur wordt uitgezonden met iedere dag een ander onderwerp. Er zijn stellingen waarop kijkers kunnen reageren en vaak bekende gasten.

## Geschiedenis

### Seizoen 1
Het eerste seizoen, gepresenteerd door Renate Verbaan, werd gefilmd in de modezaak H&M in Amsterdam. Kijkers konden in Amsterdam vanuit de Kalverstraat door het raam zien wat er allemaal gebeurde. Een kijker kon drie minuten gratis winkelen bij H&M winnen, wat dan op de voet werd gevolgd.

### Seizoen 2
In het tweede seizoen kreeg Renate Verbaan hulp van Miljuschka Witzenhausen. Ook werd Re-action gewoon opgenomen in de studio in Bussum. De televisiekijker bleef echter centraal staan. Zo konden kijkers altijd chatten met een van de vj's of een artiest. Ook Valerio Zeno maakte later in het seizoen soms deel uit van het programma. Re-action duurde officieel altijd één uur, maar was in feite twee uur te zien doordat de Dag Top 5 erin verwerkt was.

### Seizoen 3
Het derde seizoen had aanvankelijk een enigszins serieus tintje, maar kijkers vonden dit niet interessant en al snel werd de gekheid teruggehaald in Re-action. Alhoewel de presentatie nog steeds vast in handen lag van Verbaan en Witzenhausen, speelden Valerio Zeno en Nikkie Plessen steeds vaker een belangrijke rol. In oktober 2006 vertrok Verbaan naar RTL Nederland en werd ze definitief door Plessen vervangen.

## Vernieuwing in 2007
Op 4 juni 2007 kreeg Re-action een nieuw decor en werd de show geheel vernieuwd. Zo presenteerde Plessen het programma op maandag, Witzenhausen op dinsdag, Plessen op donderdag, Witzenhausen op vrijdag, en was er op woensdag telkens een andere presentator. Kijkers konden via de webcam rechtstreeks in de uitzending komen. Op woensdag werd gefilmd op locatie. Met deze vernieuwingen kwam er ook een avondversie van Re-action, getiteld De Dagrand, dat iedere avond vanaf 11 uur werd uitgezonden en waarin meer op thema's als seks werd ingegaan. De Dagrand werd door andere vj's gepresenteerd.